# Maria Anna Vittoria di Baviera
Maria Anna Cristina Vittoria di Baviera, delfina di Francia (Maria Anna Christine Victoria; Monaco di Baviera, 28 novembre 1660 – Versailles, 20 aprile 1690), è stata Delfina di Francia in quanto moglie di Luigi, il Gran Delfino, figlio ed erede di Luigi XIV di Francia. Era conosciuta come Dauphine Marie Anne Victoire o la Grande Dauphine.

## Sfondo
Figlia primogenita di Ferdinando Maria, Elettore di Baviera e di sua moglie Enrichetta Adelaide di Savoia. Nonni materni erano Vittorio Amedeo I di Savoia e Cristina di Borbone-Francia. Maria Cristina era secondogenita di Enrico IV di Francia e di Maria de' Medici.

## Biografia

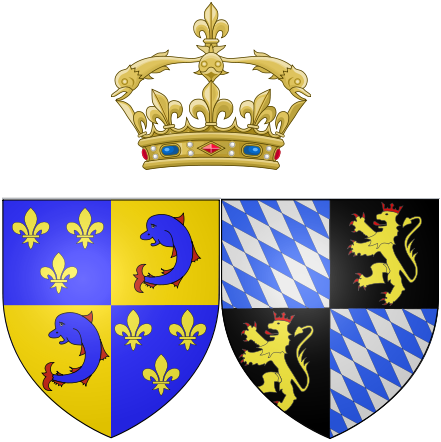
Stemma personale di Maria Anna Vittoria come Delfina di Francia

Nacque a Monaco di Baviera nell'attuale Germania, Maria Anna fu promessa sposa nel 1668 al Delfino, all'età di otto anni ed attentamente istruita. Era in grado di parlare diverse lingue: la lingua madre, il tedesco, il francese, l'italiano ed il latino. Maria Anna era molto legata a sua madre, deceduta nel 1676. Maria Anna crebbe vedendo la costruzione del Castello di Nymphenburg iniziata nel 1664 dopo la nascita del fratello Massimiliano.
Suo marito era suo secondo cugino. I suoi fratelli includevano Violante di Baviera, futura moglie di Ferdinando de' Medici, così come il futuro Massimiliano II Emanuele, Elettore di Baviera.
Prima del matrimonio con Luigi, il 28 gennaio 1680 vi fu una cerimonia per procura a Monaco di Baviera. La coppia si incontrerà per la prima volta il 7 marzo 1680 a Châlons-sur-Marne. Era la prima Delfina di Francia da quando Maria, Regina di Scozia aveva sposato Francesco II di Francia nel 1558.
In seguito al suo matrimonio, acquisì il rango di suo marito, Fils de France (Figlio di Francia); ciò voleva significare che aveva diritto al trattamento di Altezza Reale e la forma appellativa di Madame la Dauphine. Dopo il matrimonio, Maria Anna divenne la seconda donna più importante a corte dopo la suocera, la regina Maria Teresa d'Asburgo.
Quando la regina morì nel luglio 1683, Maria Anna divenne la donna più importante a corte e le furono assegnati gli appartamenti della defunta regina. Il re si aspettava che svolgesse le funzioni della regina a corte, ma la sua cattiva salute le rendeva molto difficile svolgere i suoi doveri. Il re era completamente indifferente alla sua situazione e la accusò falsamente di ipocondria.
Suo marito si prese delle amanti e lei visse una vita isolata nei suoi appartamenti, dove parlava con la sua amica e confidente Barbara Bessola in tedesco, una lingua che suo marito non riusciva a capire. Era vicina a una compagna tedesca, la seconda della casa dei Wittelsbach, a corte, Elisabetta Carlotta del Palatinato, moglie del fratello minore del re, Filippo. Si diceva che fosse depressa perché doveva vivere a corte, dove la bellezza era così apprezzata, non essendo bella lei stessa.
Elisabetta Carlotta, Madame Palatine, disse nelle sue lettere che Madame de Maintenon non desiderava che la Delfina acquisisse influenza a corte, e che corruppe Barbara Bessola per tenerla isolata dalla società, mentre parallelamente la sua dama di compagnia Marguerite de Montchevreuil organizzò che le damigelle d'onore della Delfina (Marie-Armande de Rambures e Louise-Victoire de La Force) intrattenessero il Delfino e diventassero le sue amanti.

### Morte
Maria Anna morì nel 1690. Fu sepolta presso la Basilica di Saint-Denis. È un'antenata del principe Henri, Conte di Parigi, pretendente orleanista al trono di Francia, di Juan Carlos I di Spagna, Alberto II del Belgio, del Granduca Enrico di Lussemburgo e di Vittorio Emanuele, Principe di Napoli, un pretendente al trono italiano.

## Discendenza
Maria Anna Vittoria e Luigi ebbero tre figli:
1. Luigi di Francia, duca di Borgogna, Delfino di Francia, futuro padre di Luigi XV di Francia;
2. Filippo di Francia, Duca d'Angiò (Versailles, 19 dicembre 1683 – Madrid, 9 luglio 1746), Duca d'Angiò, più tardi Filippo V di Spagna;
3. Carlo di Francia, Duca di Berry, Duca d'Alençon e Duca d'Angoulême, anche Conte di Ponthieu (1686-1714).

## Ascendenza
|                                       |                            |                                       | Genitori                  |  |  | Nonni |  |  | Bisnonni               |  |  | Trisnonni            |  |
|                                       |                            |                                       |                           |  |  |       |  |  | Guglielmo V di Baviera |  |  | Alberto V di Baviera |  |
|                                       |                            |                                       |                           |  |  |       |  |  | Guglielmo V di Baviera |  |  | Alberto V di Baviera |  |
|                                       |                            | Anna d'Austria                        |                           |  |  |       |  |  | Guglielmo V di Baviera |  |  |                      |  |
| Massimiliano I, elettore di Baviera   |                            |                                       |                           |  |  |       |  |  | Guglielmo V di Baviera |  |  |                      |  |
|                                       |                            | Renata di Lorena                      | Francesco I di Lorena     |  |  |       |  |  |                        |  |  |                      |  |
|                                       |                            | Renata di Lorena                      | Francesco I di Lorena     |  |  |       |  |  |                        |  |  |                      |  |
|                                       |                            | Renata di Lorena                      | Cristina di Danimarca     |  |  |       |  |  |                        |  |  |                      |  |
| Ferdinando Maria, Elettore di Baviera |                            | Renata di Lorena                      |                           |  |  |       |  |  |                        |  |  |                      |  |
|                                       |                            | Ferdinando II del Sacro Romano Impero | Carlo II d'Austria        |  |  |       |  |  |                        |  |  |                      |  |
|                                       |                            | Ferdinando II del Sacro Romano Impero | Carlo II d'Austria        |  |  |       |  |  |                        |  |  |                      |  |
|                                       |                            | Ferdinando II del Sacro Romano Impero | Maria Anna di Wittelsbach |  |  |       |  |  |                        |  |  |                      |  |
| Maria Anna d'Asburgo                  |                            | Ferdinando II del Sacro Romano Impero |                           |  |  |       |  |  |                        |  |  |                      |  |
|                                       |                            | Maria Anna di Baviera                 | Guglielmo V di Baviera    |  |  |       |  |  |                        |  |  |                      |  |
|                                       |                            | Maria Anna di Baviera                 | Guglielmo V di Baviera    |  |  |       |  |  |                        |  |  |                      |  |
|                                       |                            | Maria Anna di Baviera                 | Renata di Lorena          |  |  |       |  |  |                        |  |  |                      |  |
| Maria Anna Vittoria di Baviera        |                            | Maria Anna di Baviera                 |                           |  |  |       |  |  |                        |  |  |                      |  |
|                                       | Carlo Emanuele I di Savoia | Emanuele Filiberto di Savoia          |                           |  |  |       |  |  |                        |  |  |                      |  |
|                                       | Carlo Emanuele I di Savoia | Emanuele Filiberto di Savoia          |                           |  |  |       |  |  |                        |  |  |                      |  |
|                                       | Carlo Emanuele I di Savoia | Margherita di Valois                  |                           |  |  |       |  |  |                        |  |  |                      |  |
| Vittorio Amedeo I di Savoia           | Carlo Emanuele I di Savoia |                                       |                           |  |  |       |  |  |                        |  |  |                      |  |
|                                       |                            | Caterina Michela d'Asburgo            | Filippo II di Spagna      |  |  |       |  |  |                        |  |  |                      |  |
|                                       |                            | Caterina Michela d'Asburgo            | Filippo II di Spagna      |  |  |       |  |  |                        |  |  |                      |  |
|                                       |                            | Caterina Michela d'Asburgo            | Elisabetta di Valois      |  |  |       |  |  |                        |  |  |                      |  |
| Enrichetta Adelaide di Savoia         |                            | Caterina Michela d'Asburgo            |                           |  |  |       |  |  |                        |  |  |                      |  |
|                                       |                            | Enrico IV di Francia                  | Antonio di Borbone        |  |  |       |  |  |                        |  |  |                      |  |
|                                       |                            | Enrico IV di Francia                  | Antonio di Borbone        |  |  |       |  |  |                        |  |  |                      |  |
|                                       |                            | Enrico IV di Francia                  | Giovanna III di Navarra   |  |  |       |  |  |                        |  |  |                      |  |
| Maria Cristina di Borbone-Francia     |                            | Enrico IV di Francia                  |                           |  |  |       |  |  |                        |  |  |                      |  |
|                                       |                            | Maria de' Medici                      | Francesco I de' Medici    |  |  |       |  |  |                        |  |  |                      |  |
|                                       |                            | Maria de' Medici                      | Francesco I de' Medici    |  |  |       |  |  |                        |  |  |                      |  |
|                                       |                            | Maria de' Medici                      | Giovanna d'Austria        |  |  |       |  |  |                        |  |  |                      |  |
|                                       |                            | Maria de' Medici                      |                           |  |  |       |  |  |                        |  |  |                      |  |